# Binarville
Binarville est une commune française, située dans le département de la Marne en région Grand Est.

## Géographie

### Localisation
Binarville se trouve à l'extrême nord-est du département de la Marne, en région Grand Est, à la limite avec les départements des Ardennes et de la Meuse. La commune appartient à la région agricole de l'Argonne.
La commune de Binarville s'étend sur une superficie de 1 661 hectares. Sur son territoire, l'altitude varie de 120 à 234 mètres. Le relief est plus élevé à l'est de la commune, occupé par la forêt d'Argonne et arrosé par plusieurs ruisseaux : le rau des Bièvres, le ruisseau de la Noue et le ruisseau de Charlevaux. Ces ruisseaux forment de petites vallées entre des collines de plus de 200 m d'altitude, contre environ 175 m dans le village. Le long du rau des Bièvres, on trouve plusieurs étangs.
Par la route, Binarville se situe à 66 km de Châlons-en-Champagne, préfecture du département, à 53 km de Verdun dans la Meuse, à 27 km de Vouziers dans les Ardennes, et à 20 km de Sainte-Menehould, bureau centralisateur du canton d'Argonne Suippe et Vesle dont dépend Binarville depuis 2015. La commune fait en outre partie du bassin de vie de Sainte-Menehould.
Binarville est limitrophe de 7 communes :
|                   | Lançon     | Chatel-Chéhéry           |
| Condé-lès-Autry   | Binarville | Apremont, Montblainville |
| Servon-Melzicourt |            | Vienne-le-Château        |

### Hydrographie
La commune est dans la région hydrographique « la Seine du confluent de l'Oise (inclus) à l'embouchure » au sein du bassin Seine-Normandie. Elle est drainée par le ruisseau des Bievres, le Fossé 05 de la commune de Binarville, le ruisseau de la Noue, le ruisseau de l'Homme Mort, le ruisseau des Cinq Fontaines, le ruisseau des Vallees et divers bras des Bièvres,.
Quatre plans d'eau complètent le réseau hydrographique : le plan d'eau 1 de la commune de Binarville (3,2 ha), le plan d'eau 2 de la commune de Binarville (1,3 ha), les étangs des Bièvres, d'une superficie totale de 28,3 ha (7,8 ha sur la commune) et l'étang de Poligny (5,6 ha),.

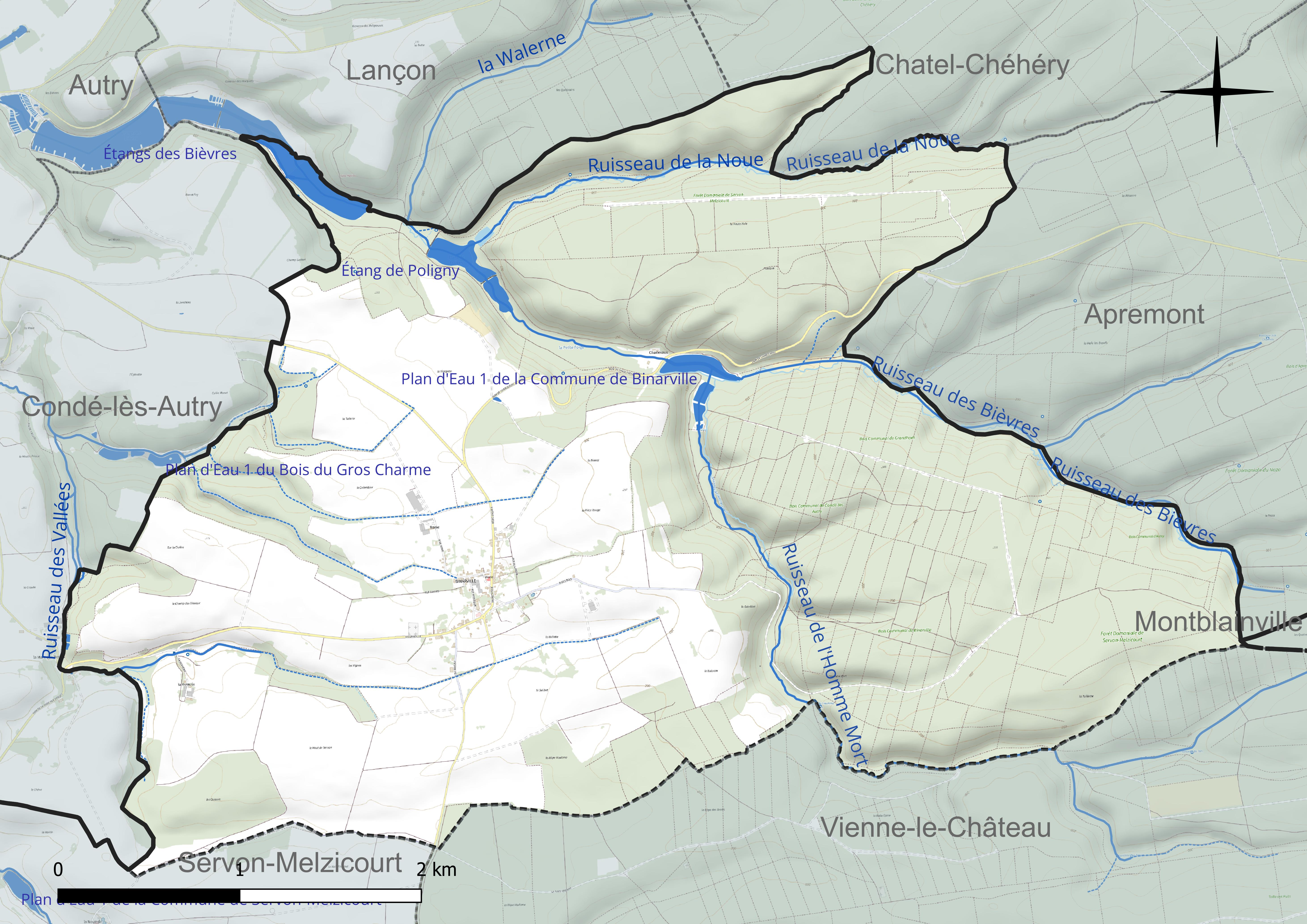
Réseau hydrographique de Binarville.

### Climat
Pour des articles plus généraux, voir Climat du Grand Est et Climat de la Marne.
En 2010, le climat de la commune est de type climat de montagne, selon une étude du Centre national de la recherche scientifique s'appuyant sur une série de données couvrant la période 1971-2000. En 2020, Météo-France publie une typologie des climats de la France métropolitaine dans laquelle la commune est exposée à un climat océanique altéré et est dans une zone de transition entre les régions climatiques « Nord-est du bassin Parisien » et « Lorraine, plateau de Langres, Morvan ». 
Pour la période 1971-2000, la température annuelle moyenne est de 9,9 °C, avec une amplitude thermique annuelle de 15,8 °C. Le cumul annuel moyen de précipitations est de 925 mm, avec 13,3 jours de précipitations en janvier et 9,3 jours en juillet. Pour la période 1991-2020, la température moyenne annuelle observée sur la station météorologique de Météo-France la plus proche, « Montcheutin_sapc », sur la commune de Montcheutin à 8 km à vol d'oiseau, est de 11,0 °C et le cumul annuel moyen de précipitations est de 721,9 mm. 
La température maximale relevée sur cette station est de 41,2 °C, atteinte le 25 juillet 2019 ; la température minimale est de −15,5 °C, atteinte le 20 décembre 2009,,. 
Les paramètres climatiques de la commune ont été estimés pour le milieu du siècle (2041-2070) selon différents scénarios d'émission de gaz à effet de serre à partir des nouvelles projections climatiques de référence DRIAS-2020. Ils sont consultables sur un site dédié publié par Météo-France en novembre 2022.

## Urbanisme

### Typologie
Au 1er janvier 2024, Binarville est catégorisée commune rurale à habitat dispersé, selon la nouvelle grille communale de densité à sept niveaux définie par l'Insee en 2022.
Elle est située hors unité urbaine. Par ailleurs la commune fait partie de l'aire d'attraction de Sainte-Menehould, dont elle est une commune de la couronne,. Cette aire, qui regroupe 50 communes, est catégorisée dans les aires de moins de 50 000 habitants,.

### Occupation des sols
L'occupation des sols de la commune, telle qu'elle ressort de la base de données européenne d’occupation biophysique des sols Corine Land Cover (CLC), est marquée par l'importance des forêts et milieux semi-naturels (61,6 % en 2018), une proportion identique à celle de 1990 (61,6 %). La répartition détaillée en 2018 est la suivante : 
forêts (61,6 %), terres arables (26,4 %), prairies (9,7 %), zones urbanisées (1,9 %), eaux continentales (0,4 %). L'évolution de l’occupation des sols de la commune et de ses infrastructures peut être observée sur les différentes représentations cartographiques du territoire : la carte de Cassini (XVIIIe siècle), la carte d'état-major (1820-1866) et les cartes ou photos aériennes de l'IGN pour la période actuelle (1950 à aujourd'hui).

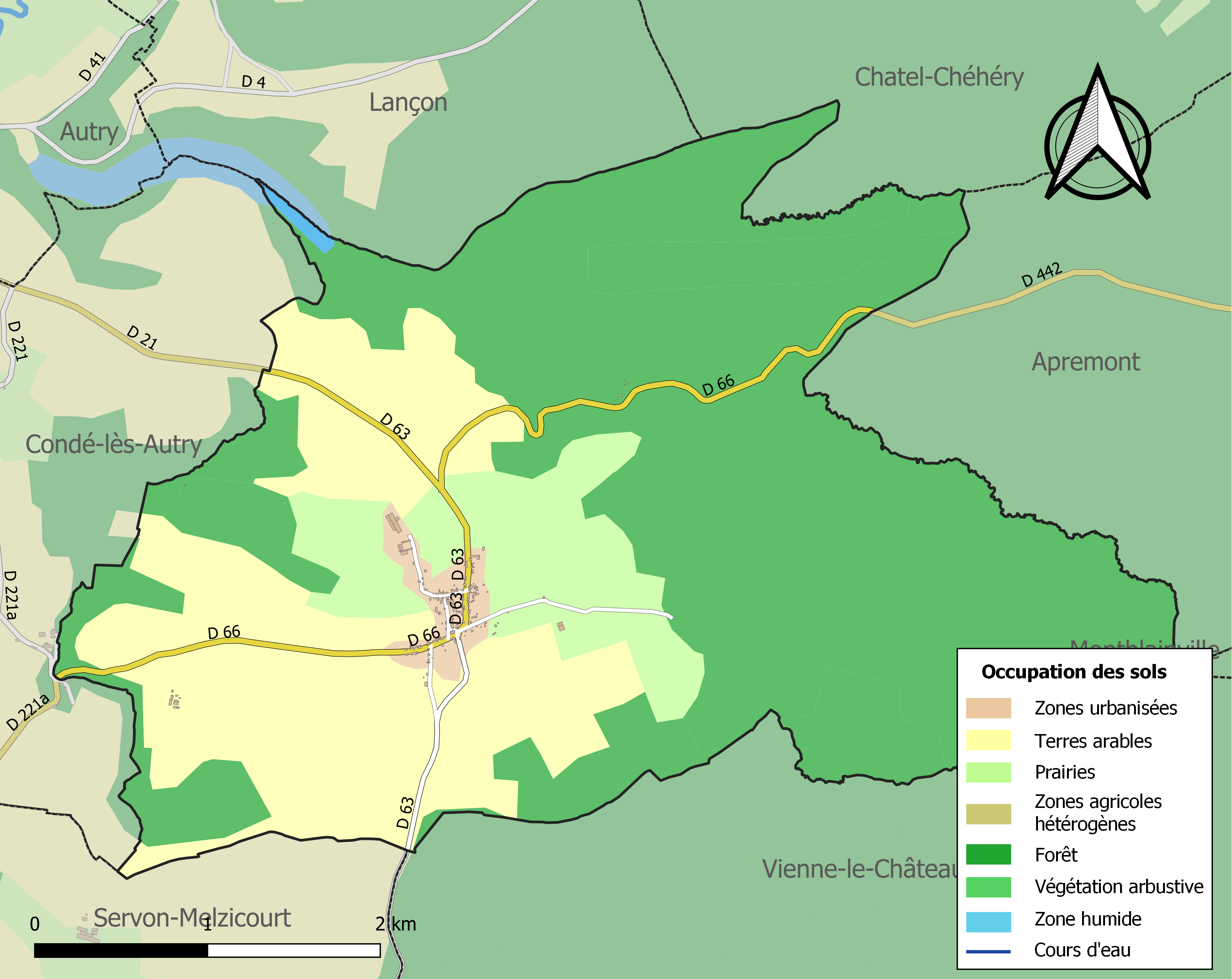
Carte des infrastructures et de l'occupation des sols de la commune en 2018 (CLC).

## Toponymie
Le nom de la localité est attesté sous les formes Buisnartvile (1197) ; Bunavilla (1220) ; Buignardi Villa (1243) ; Buynarville (1266) ; Boinarville (1328) ; Bunnarville (1346) ; Buinarville (1359) ; Binarville (1366) ; Bunarville (1384) ; Bunauville (1407) ; Bynerville (1549) ; Binerville (1572) ; Bienarville, Biennarville (1686) ; Benarville (1718).

## Histoire

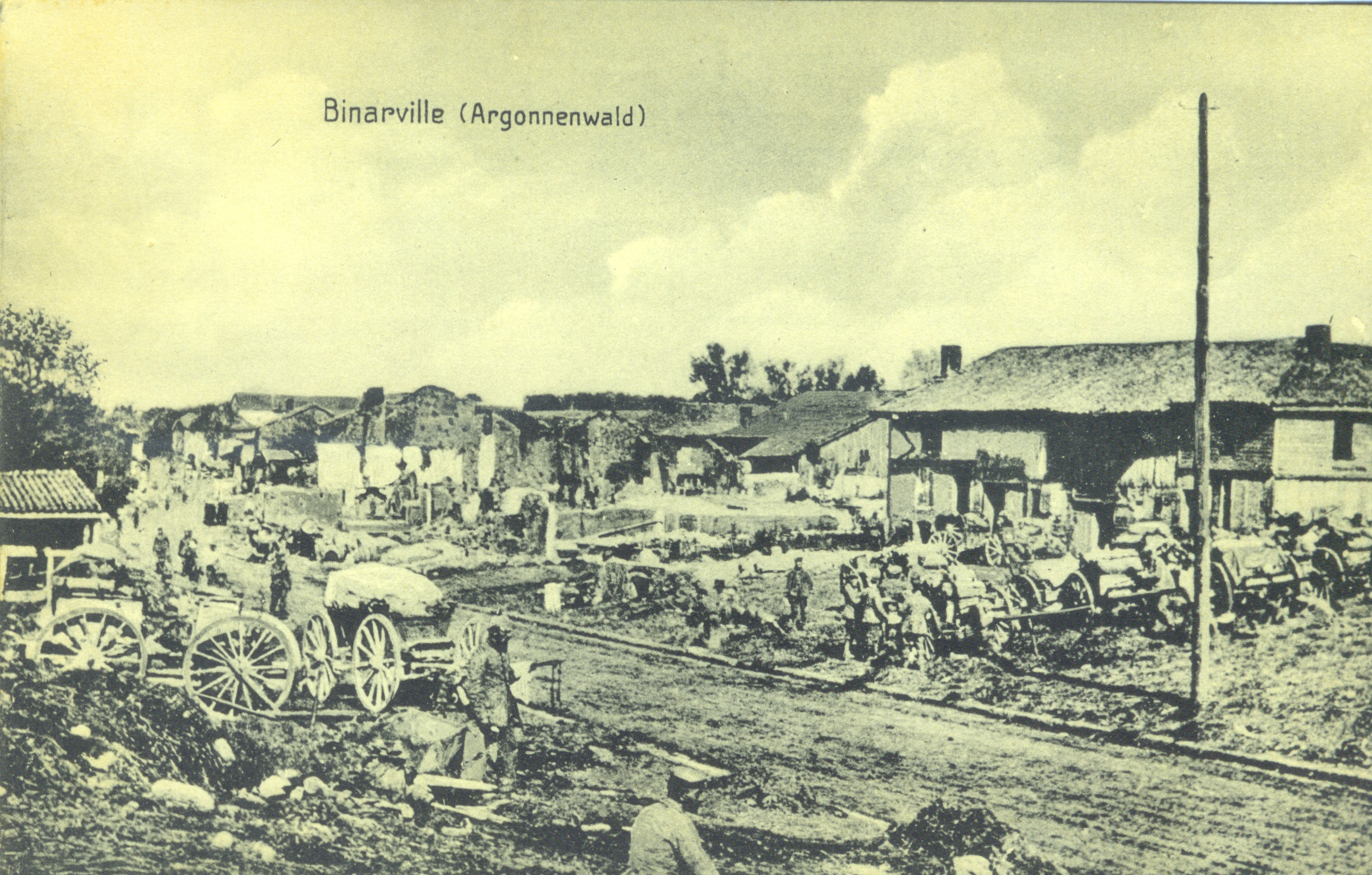
Binarville pendant la Première Guerre mondiale.

La commune de Binarville fut soustraite au département des Ardennes le 21 janvier 1790, pour être affectée à l'arrondissement de Sainte-Menehould (Marne).
Pendant la Première Guerre mondiale, l’armée allemande s’était fortifiée sur les hauteurs de la forêt d’Argonne au-dessus de Binarville. De violents combats se déroulèrent courant 1915. La 77e division US du corps expéditionnaire américain en Europe, fut chargée d’avancer dans ce secteur, resté jusqu’alors calme, le terrain et les obstacles ayant fait qu’aucune offensive n’y avait été tentée.
La première semaine d’octobre 1918 a lieu une attaque des positions allemandes au-dessus de Binarville. C’est le 308e bataillon d’infanterie qui avança le plus rapidement. Mais débordé sur sa droite et sa gauche, il résista cinq jours et souffrit de lourdes pertes. Cet épisode est resté célèbre dans l’armée américaine.
La commune est décorée de la Croix de guerre 1914-1918 le 1er octobre 1920.
Contrairement à ce que la population d'aujourd'hui pense les habitants de ce petit bourg se nomment les « Mulets » et non pas les Binarvillois et Binarvilloises. Ancien village de débardeurs, ils tiennent leurs noms de ce fameux animal qui à l'époque leur servait à sortir le bois de la forêt.

## Politique et administration
Par décret du 29 mars 2017, l'arrondissement de Sainte-Menehould est supprimée et la commune est intégrée le 31 mars 2017 à l'arrondissement de Châlons-en-Champagne.

### Intercommunalité
La commune, antérieurement membre de la communauté de communes du canton de Ville-sur-Tourbe, est membre, depuis le 1er janvier 2014, de la CC de l'Argonne Champenoise.
En effet, conformément au schéma départemental de coopération intercommunale de la Marne du 15 décembre 2011, cette communauté de communes de l'Argonne Champenoise est issue de la fusion, au 1er janvier 2014, de : 
- la communauté de communes du Canton de Ville-sur-Tourbe ;
- de la communauté de communes de la Région de Givry-en-Argonne ;
- et de la Communauté de communes de la Région de Sainte-Menehould.

Les communes isolées de Cernay-en-Dormois, Les Charmontois, Herpont et Voilemont ont également rejoint l'Argonne Champenoise à sa création.

### Liste des maires
| Période                                                                                                 | Période                      | Identité           | Étiquette | Qualité |
| --- | ---------------------------- | ------------------ | --------- | ------- |
| Les données manquantes sont à compléter.MENU Auguste Joseph Paulin, Propriétaire Maire de 1896 à 5/1900 |                              |                    |           |         |
| ? | en 1910                      | Roger Jules-Paulin |           |         |
| Les données manquantes sont à compléter.                                                                |                              |                    |           |         |
| 1938 | 1943                         | Louis Fressinet    |           |         |
| 1943 | 1945                         | Paul Guillot       |           |         |
| 1945 | 1983                         | Louis Dégage       |           |         |
| 1983 | 2014                         | Michel Duter       | PS        |         |
| 2014 | En cours (au 4 juillet 2014) | Marc Berdold       |           |         |

## Démographie
L'évolution du nombre d'habitants est connue à travers les recensements de la population effectués dans la commune depuis 1793. Pour les communes de moins de 10 000 habitants, une enquête de recensement portant sur toute la population est réalisée tous les cinq ans, les populations de référence des années intermédiaires étant quant à elles estimées par interpolation ou extrapolation. Pour la commune, le premier recensement exhaustif entrant dans le cadre du nouveau dispositif a été réalisé en 2008.

En 2022, la commune comptait 87 habitants, en évolution de −14,71 % par rapport à 2016 (Marne : −1,19 %, France hors Mayotte : +2,11 %).
| 1793 | 1800 | 1806 | 1821 | 1831 | 1836 | 1841 | 1846 | 1851 |
| ---- | ---- | ---- | ---- | ---- | ---- | ---- | ---- | ---- |
| 700  | 644  | 648  | 670  | 758  | 840  | 861  | 881  | 864  |

| 1856 | 1861 | 1866 | 1872 | 1876 | 1881 | 1886 | 1891 | 1896 |
| ---- | ---- | ---- | ---- | ---- | ---- | ---- | ---- | ---- |
| 841  | 830  | 787  | 748  | 725  | 713  | 687  | 634  | 581  |

| 1901 | 1906 | 1911 | 1921 | 1926 | 1931 | 1936 | 1946 | 1954 |
| ---- | ---- | ---- | ---- | ---- | ---- | ---- | ---- | ---- |
| 508  | 503  | 450  | 210  | 236  | 194  | 188  | 236  | 208  |

| 1962 | 1968 | 1975 | 1982 | 1990 | 1999 | 2006 | 2008 | 2013 |
| ---- | ---- | ---- | ---- | ---- | ---- | ---- | ---- | ---- |
| 189  | 161  | 145  | 135  | 143  | 124  | 112  | 108  | 106  |

| 2018 | 2022 | - | - | - | - | - | - | - |
| ---- | ---- | - | - | - | - | - | - | - |
| 95   | 87   | - | - | - | - | - | - | - |

## Culture locale et patrimoine

### Lieux et monuments

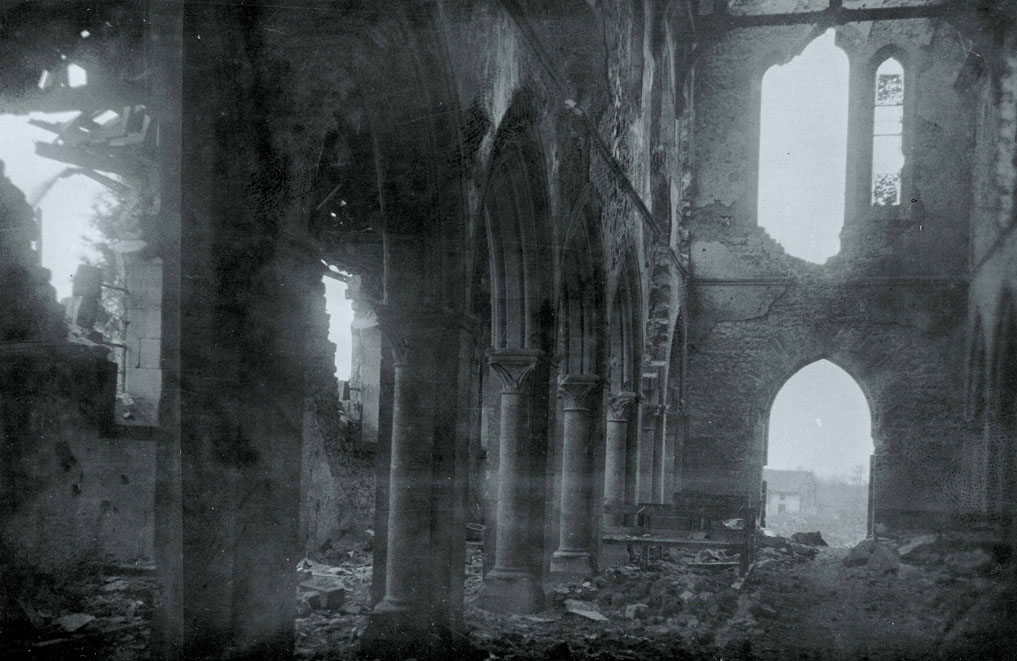
L'église de Binarville au lendemain de la Première Guerre mondiale.

L'église Saint-Étienne datait de 1853, lorsqu'elle a été détruite au cours de la Première Guerre mondiale. Elle a été reconstruite entre 1926 et 1929 par l'architecte Dufresne.

## Sources